# Giải Grammy cho album nhạc alternative xuất sắc nhất
Giải Grammy cho album nhạc alternative xuất sắc nhất là một hạng mục trong lễ trao giải Grammy, được thành lập vào năm 1958 và có tên gọi ban đầu là giải Gramophone, được trao cho những nghệ sĩ có album thể loại nhạc alternative rock hay nhất. Giải là một trong số các hạng mục luôn được Viện Hàn Lâm Nghệ thuật Thu Âm Hoa Kỳ trao tặng vào lễ trao giải thường niên nhằm "tôn vinh các cá nhân/tập thể có thành tựu nghệ thuật xuất sắc trong lĩnh vực thu âm, mà không xét đến doanh số bán album hay vị trí trên các bảng xếp hạng âm nhạc".
Trong khi định nghĩa về "alternative" còn được tranh luận, giải thưởng đã lần đầu được trao năm 1991 nhằm công nhận những album rock không chính thống "được chơi nhiều trên các đài phát thanh cao đẳng". Theo hướng dẫn mô tả về Giải Grammy lần thứ 52, giải thưởng này được trao cho "album alternative của nghệ sĩ có thời lượng bản thu âm mới chiếm ít nhất 51%", định nghĩa "alternative" là một thể loại phi truyền thống tồn tại "bên ngoài tầm hiểu biết về âm nhạc thị trường". Năm 1991 và từ 1994 đến 1999, giải được biết đến với tên gọi Trình diễn nhạc alterative xuất sắc nhất. Kể từ năm 2001, đối tượng nhận giải ngoài ca sĩ trực tiếp thu âm thường bao gồm cả nhà sản xuất, người biên tập hoặc hòa âm phối khí cùng hợp tác tạo ra tác phẩm được đề cử.
Tính đến 2022, Radiohead, The White Stripes và Beck cùng chia sẻ kỷ lục nhiều chiến thắng nhất ở hạng mục này với ba lần đăng quang. Có ba nghệ sĩ đơn ca nữ từng thắng giải là Sinéad O'Connor, St. Vincent và Fiona Apple; hai ban nhạc với các thành viên nữ, The White Stripes và Alabama Shakes, cũng thắng giải. Với tám đề cử cho đến nay, Björk, Radiohead và Beck cùng giữ nhiều đề cử nhất ở hạng mục này; ca sĩ Thom Yorke của Radiohead từng nhận đề cử giải năm 2007 và 2020 cho album solo của anh, giúp anh trở thành người được đề cử nhiều nhất ở thể loại này với tổng cộng 10 đề cử. Björk giữ kỷ lục nhiều đề cử nhất cho một nghệ sĩ đơn ca, đồng thời cũng giữ kỷ lục nhiều đề cử nhất mà chưa thắng một giải nào. Vampire Weekend  và Coldplay đều hai lần thắng giải, sau đó Coldplay trở thành nhóm nhạc duy nhất đoạt giải hai năm liên tiếp. Các nghệ sĩ người Mỹ được trao giải nhiều hơn bất kỳ các quốc tịch nào khác, mặc dù nó đã được trao cho các nhạc sĩ hoặc nhóm nhạc đến từ Anh Quốc năm lần, từ Ireland hai lần, từ Pháp và Úc mội nơi một lần.

## Danh sách cụ thể

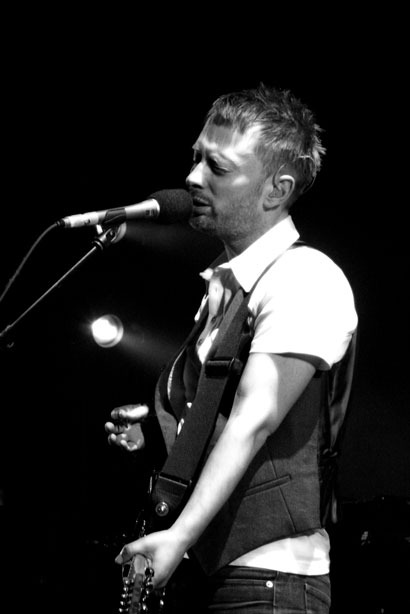
Thom Yorke của Radiohead, ban nhạc thắng giải ba lần.

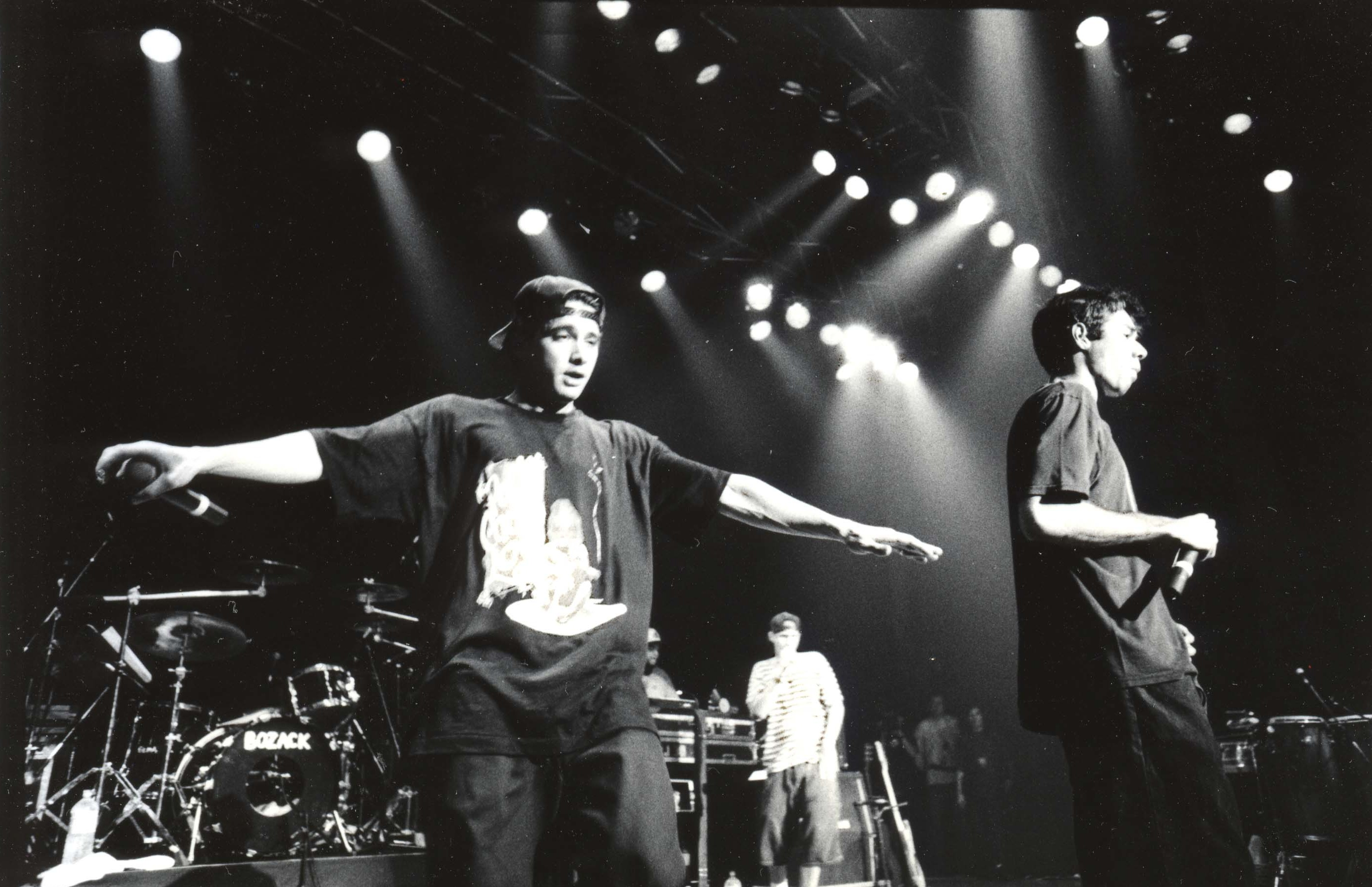
Beastie Boys, thắng giải 1999.

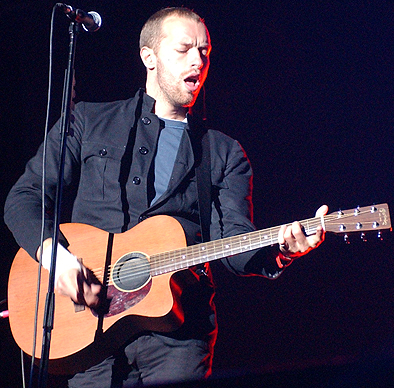
Chris Martin của ban nhạc Coldplay thắng giải hai lần.

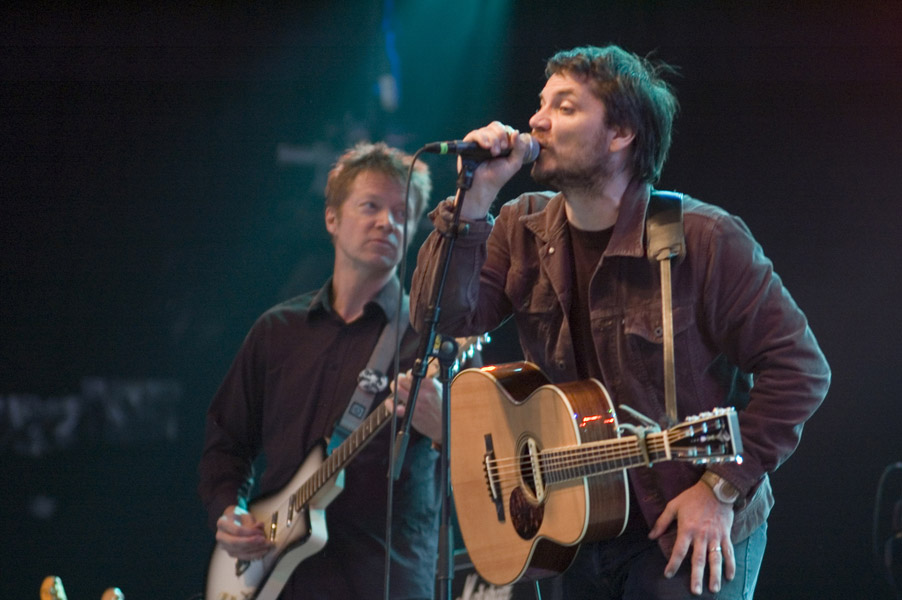
Ban nhạc Wilco thắng giải năm 2005

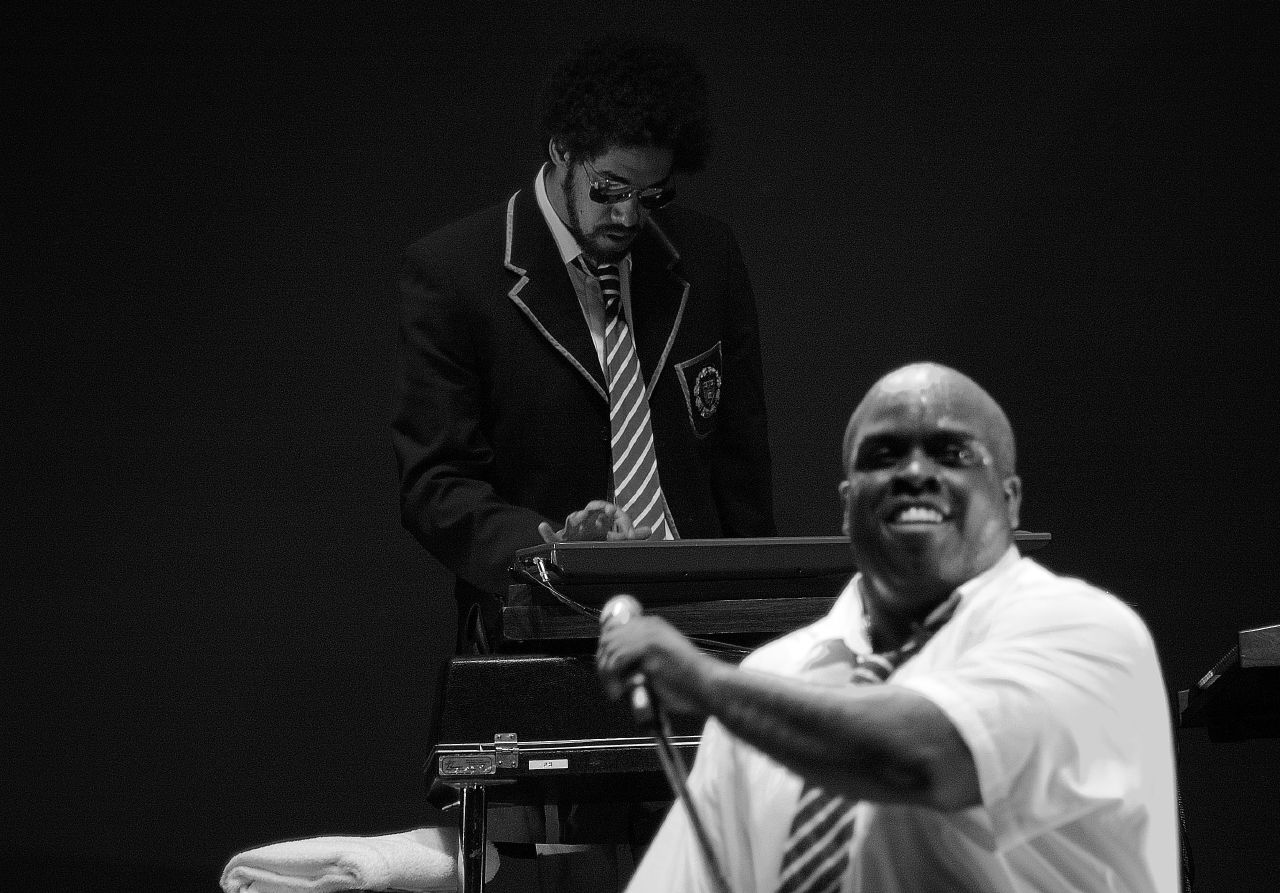
Danger Mouse và Cee Lo Green của Gnarls Barkley thắng cử năm 2007.

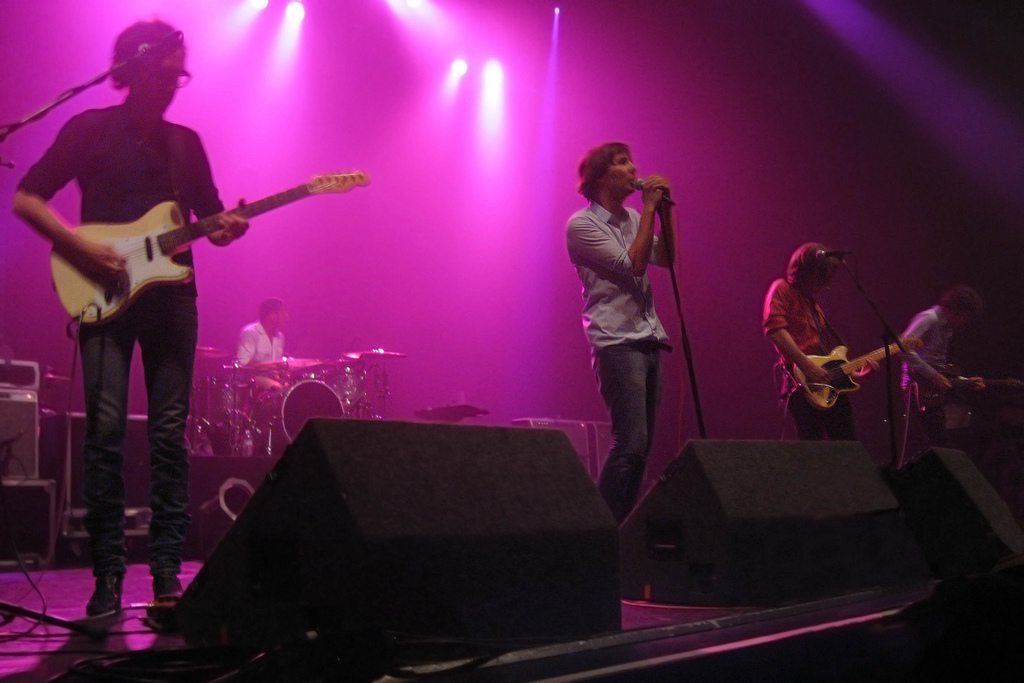
Ban nhạc Phoenix thắng giải năm 2010.

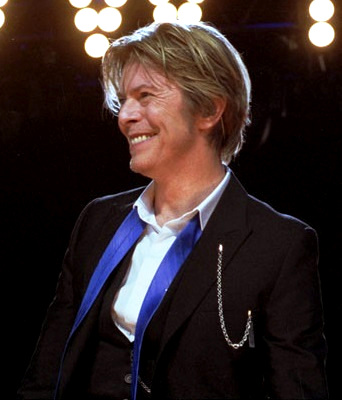
Người đoạt giải năm 2016 David Bowie, nghệ sĩ đầu tiên thắng cử sau khi chết.

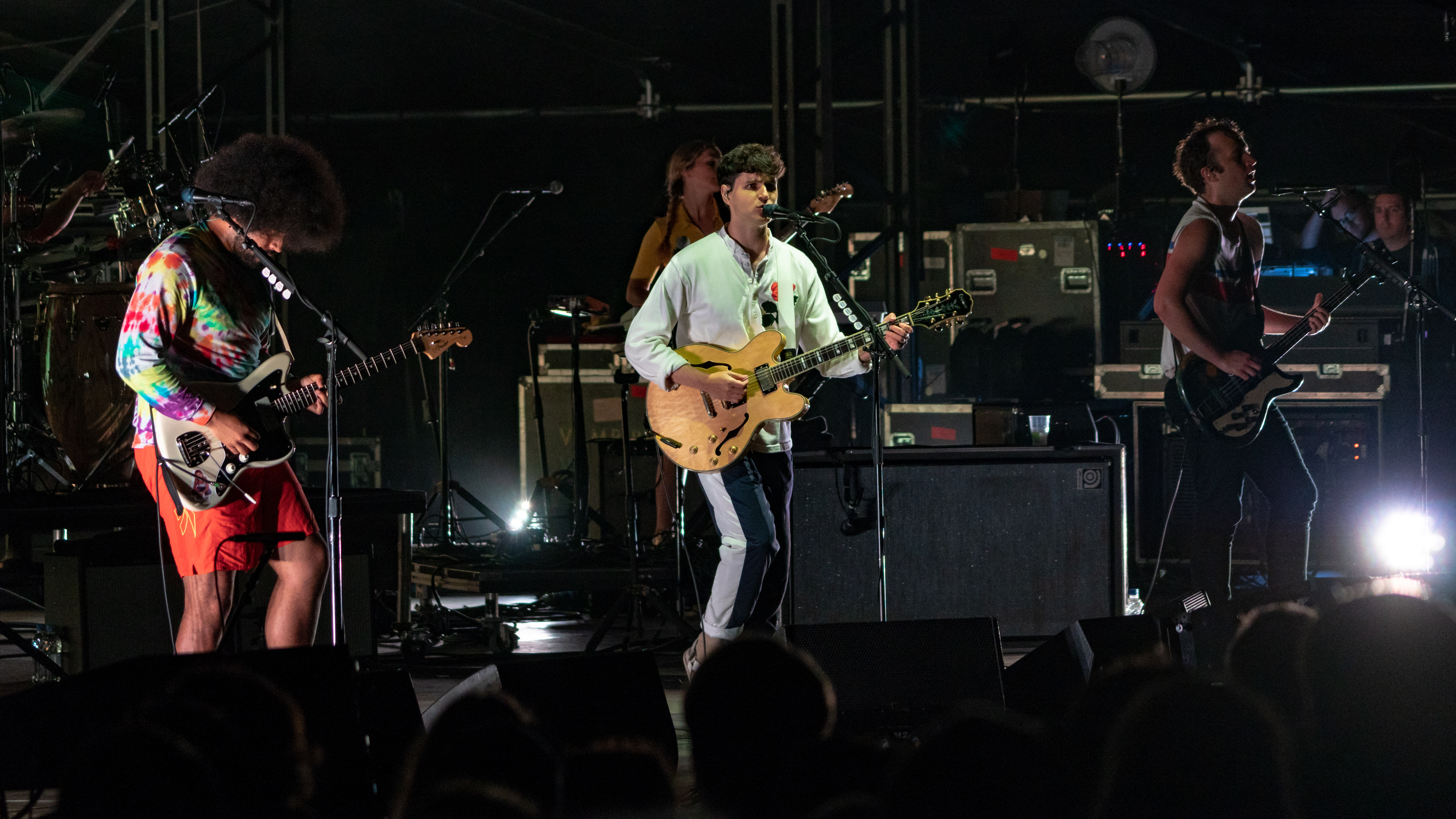
Vampire Weekend, thắng cử năm 2014 và 2020.

| Năm[I] | Nghệ sĩ           | Album đoạt giải                  | Đề cử | Ghi chú |
| ------ | ----------------- | -------------------------------- | --- | ------- |
| 1991   | Sinéad O'Connor   | I Do Not Want What I Haven't Got | - World Party – Goodbye Jumbo | [ 8 ]   |
| 1992   | R.E.M.            | Out of Time                      | - Richard Thompson – Rumor and Sigh | [ 9 ]   |
| 1993   | Tom Waits         | Bone Machine                     | - XTC – Nonsuch | [ 10 ]  |
| 1994   | U2                | Zooropa                          | - The Smashing Pumpkins – Siamese Dream | [ 11 ]  |
| 1995   | Green Day         | Dookie                           | - Nine Inch Nails – The Downward Spiral | [ 12 ]  |
| 1996   | Nirvana           | MTV Unplugged in New York        | - The Presidents of the United States of America – The Presidents of the United States of America                                                                                                   | [ 13 ]  |
| 1997   | Beck              | Odelay                           | - The Smashing Pumpkins – Mellon Collie and the Infinite Sadness | [ 14 ]  |
| 1998   | Radiohead         | OK Computer                      | - The Prodigy – The Fat of the Land | [ 15 ]  |
| 1999   | Beastie Boys      | Hello Nasty                      | - The Smashing Pumpkins – Adore | [ 16 ]  |
| 2000   | Beck              | Mutations                        | - Nine Inch Nails – The Fragile | [ 17 ]  |
| 2001   | Radiohead         | Kid A                            | - Paul McCartney – Liverpool Sound Collage | [ 18 ]  |
| 2002   | Coldplay          | Parachutes                       | - Radiohead – Amnesiac | [ 19 ]  |
| 2003   | Coldplay          | A Rush of Blood to the Head      | - The Soundtrack of Our Lives – Behind the Music | [ 20 ]  |
| 2004   | The White Stripes | Elephant                         | - Yeah Yeah Yeahs – Fever to Tell | [ 21 ]  |
| 2005   | Wilco             | A Ghost Is Born                  | - Modest Mouse – Good News for People Who Love Bad News | [ 22 ]  |
| 2006   | The White Stripes | Get Behind Me Satan              | - Franz Ferdinand – You Could Have It So Much Better | [ 23 ]  |
| 2007   | Gnarls Barkley    | St. Elsewhere                    | - Thom Yorke – The Eraser | [ 24 ]  |
| 2008   | The White Stripes | Icky Thump                       | - The Shins – Wincing the Night Away | [ 25 ]  |
| 2009   | Radiohead         | In Rainbows                      | - My Morning Jacket – Evil Urges | [ 26 ]  |
| 2010   | Phoenix           | Wolfgang Amadeus Phoenix         | - Yeah Yeah Yeahs – It's Blitz! | [ 27 ]  |
| 2011   | The Black Keys    | Brothers                         | - Vampire Weekend – Contra | [ 28 ]  |
| 2012   | Bon Iver          | Bon Iver, Bon Iver               | - Radiohead – The King of Limbs | [ 29 ]  |
| 2013   | Gotye             | Making Mirrors                   | - Tom Waits – Bad as Me | [ 30 ]  |
| 2014   | Vampire Weekend   | Modern Vampires of the City      | - Neko Case – The Worse Things Get, the Harder I Fight, the Harder I Fight, the More I Love You - The National – Trouble Will Find Me - Nine Inch Nails – Hesitation Marks - Tame Impala – Lonerism | [ 31 ]  |
| 2015   | St. Vincent       | St. Vincent                      | - Jack White – Lazaretto | [ 32 ]  |
| 2016   | Alabama Shakes    | Sound & Color                    | - Wilco – Star Wars | [ 33 ]  |
| 2017   | David Bowie       | Blackstar                        | - Radiohead – A Moon Shaped Pool | [ 34 ]  |
| 2018   | The National      | Sleep Well Beast                 | - Arcade Fire – Everything Now - Gorillaz – Humanz - LCD Soundsystem – American Dream - Father John Misty – Pure Comedy                                                                             | [ 35 ]  |
| 2019   | Beck              | Colors                           | - Arctic Monkeys – Tranquility Base Hotel & Casino - Björk – Utopia - David Byrne – American Utopia - St. Vincent – Masseduction                                                                    | [ 36 ]  |
| 2020   | Vampire Weekend   | Father of the Bride              | - Big Thief – U.F.O.F. - James Blake – Assume Form - Bon Iver – I, I - Thom Yorke – Anima | [ 37 ]  |
| 2021   | Fiona Apple       | Fetch the Bolt Cutters           | - Beck – Hyperspace - Phoebe Bridgers – Punisher - Brittany Howard – Jaime - Tame Impala – The Slow Rush                                                                                            | [ 38 ]  |
| 2022   | St. Vincent       | Daddy's Home                     | - Fleet Foxes – Shore - Halsey – If I Can't Have Love, I Want Power - Japanese Breakfast – Jubilee - Arlo Parks – Collapsed in Sunbeams                                                             | [ 39 ]  |
| 2023   | Wet Leg           | Wet Leg                          | - Arcade Fire – We - Big Thief – Dragon New Warm Mountain I Believe in You - Björk – Fossora - Yeah Yeah Yeahs – Cool It Down                                                                       | [ 40 ]  |
| 2024   | Boygenius         | The Record                       | - Arctic Monkeys – The Car - Lana Del Rey – Did You Know That There's a Tunnel Under Ocean Blvd - Gorillaz – Cracker Island - PJ Harvey – I Inside the Old Year Dying                               | [ 41 ]  |
| 2025   | St. Vincent       | All Born Screaming               | - Nick Cave and the Bad Seeds – Wild God - Clairo – Charm - Kim Gordon – The Collective - Brittany Howard – What Now                                                                                | [ 42 ]  |

^[I]  Các năm đều được liên kết với lễ trao giải Grammy diễn ra vào năm đó.

## Nghệ sĩ thắng cử nhiều nhất
| 3 giải - Beck - Radiohead - The White Stripes - St. Vincent | 2 giải - Coldplay - Vampire Weekend |

## Nghệ sĩ nhiều lần đề cử nhất
| 9 đề cử - Björk 8 đề cử - Beck - Radiohead 6 đề cử - Arcade Fire 5 đề cử - Tori Amos - PJ Harvey 4 đề cử - Death Cab for Cutie - St. Vincent - Yeah Yeah Yeahs | 3 đề cử - Fiona Apple - Arctic Monkeys - Bon Iver - My Morning Jacket - Nine Inch Nails - Nirvana - R.E.M. - The Smashing Pumpkins - Tame Impala - Vampire Weekend - The White Stripes | 2 đề cử - Big Thief - David Bowie - David Byrne - Coldplay - Elvis Costello - The Cure - Fatboy Slim - The Flaming Lips - Franz Ferdinand - Gnarls Barkley - Gorillaz - The National - Thom Yorke - Tom Waits - Wilco |